# جليدية

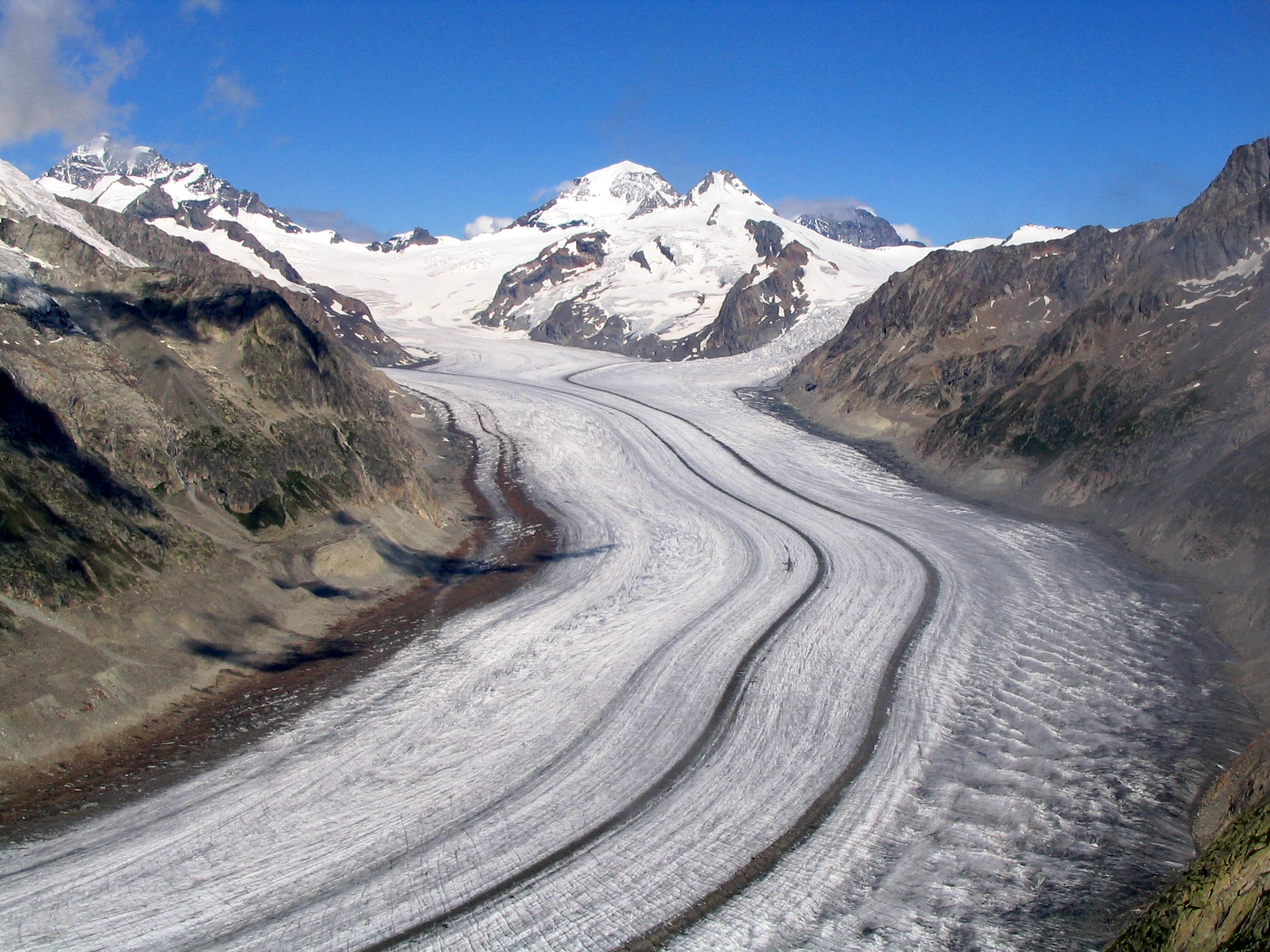
جليدية أَلِتْشْ، سويسرا

الجليدية(مرادفات) (بالإنجليزية: Glacier) هي كتلة ضخمة من الجليد، تتدفَّق ببطء على اليابسة، وقد يكون عمر الثلج آلاف السنين. وتتشكل المثالج في المناطق القطبيَّة الباردة، وكذلك في الجبال العالية حيث تساعد درجة الحرارة المنخفضة بهذه الأماكن على تكوُّن الثلج بكميات هائلة، ثم يتحول إلى جليد. تكون أرضيته من الثلج الصلب الجامد أما سطحه فيكون أقل كثافة، ويتراوح سمك معظم المثالج بين 100 إلى 3,000م. الثلج الصلب التحتي يتحرك حثيثا على الأرضية الصخرية ويفتتها، فيتكون ما يسمى بالأنقاض الحجرية لقاع مثلجة. تظهر تلك الأنقاض الصخرية في مجرى المثلجة في فصل الصيف على أطرافها المنخفضة الجنوبية.

## الأسماء
مرادفات ومن أسمائها أيضًا: المَجلدة والمَثلجة والمَجمدة والنهر الجليدي ونهر الجليد.

## تكوَّن الجليدية

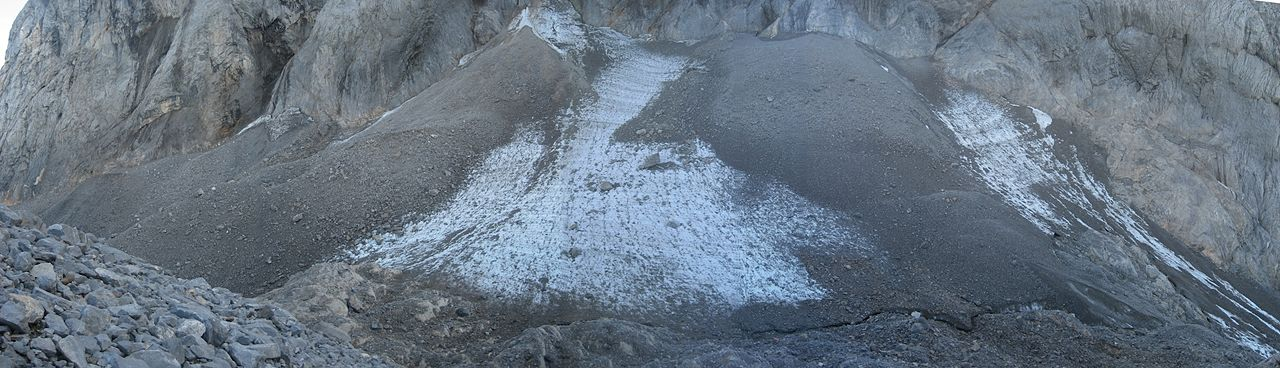
مثلجة [Eiskar] بجبال الألب في شمال إيطاليا.

تبدأ الجليدات في التَّشكل عندما تتساقط كميات من الثلج في الشتاء، لايمكن أن تذوب وتتبخر خلال فصل الصيف. فيتراكم الثلج المتزايد تدريجيًا في طبقات، ويتسبب وزنه المتزايد في دمج البلورات الثلجية تحت السَّطح، مكوِّنة كريات حبيبية الشَّكل. ويزداد اندماج الكرَّيات بعد عمق 15م أو أكثر، وتكوِّن بلورات جليدية كثيفة. وتتحد هذه البلورات، لتُشكِّل جليداً مثلجاً. وفي آخر الأمر يصبح الجليد سميكاً لدرجة أنه يبدأ في التَّحرك، بتأثير من ضغط وزنه الهائل.

## أنواع الجليدات
هناك نوعان رئيسيان من الجليدية :
الجليدية القارّيَّة، والجليدية الوادية. وهما يختلفان في الشكل والحجم والموقع.

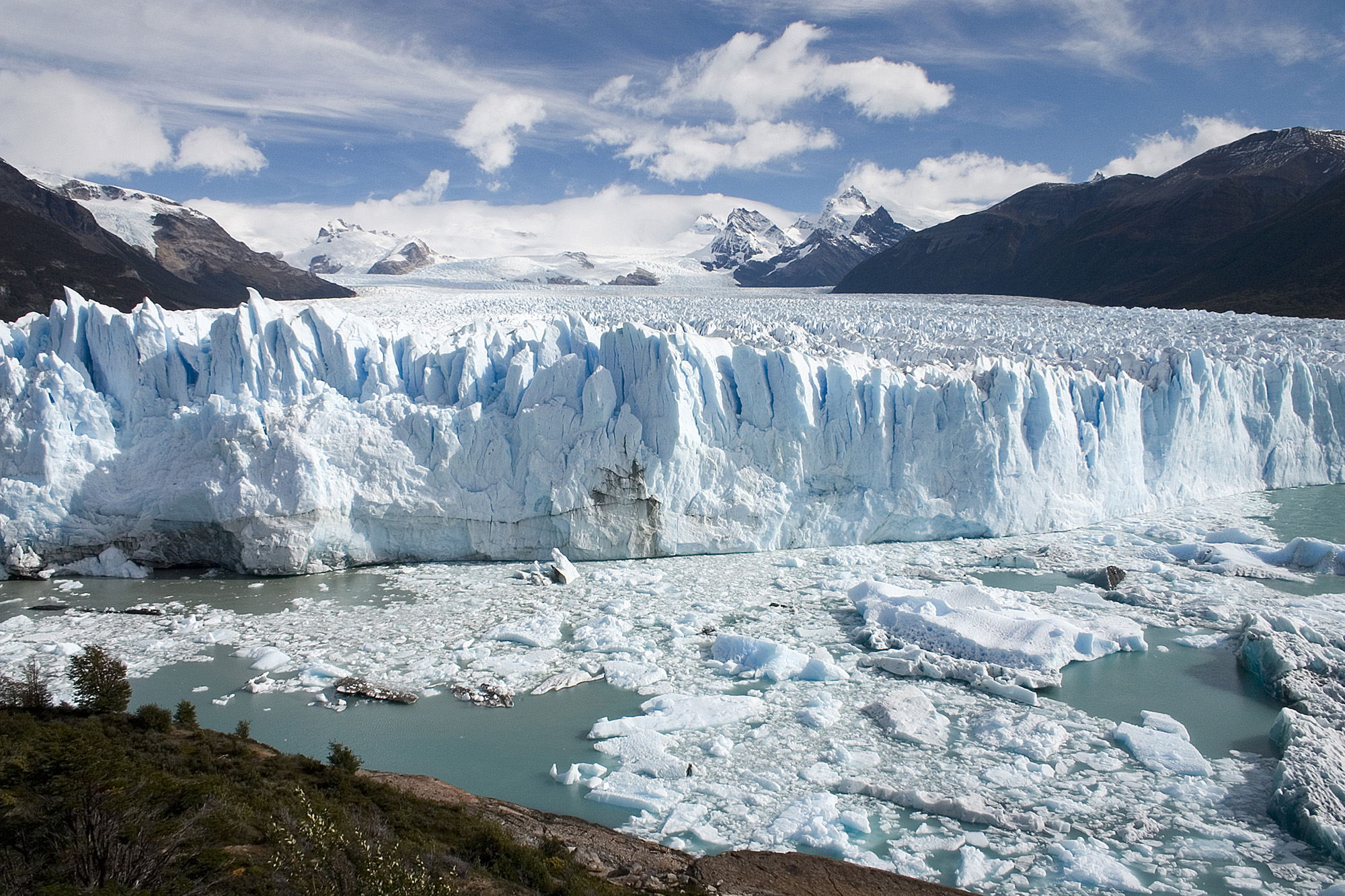
مثلجة بيريتو مورينو في سانتا كروز، باتاغونيا

الجليدية القارية ألواح من الجليد عريضة وسميكة جدًا، تغطي مساحات شاسعة من اليابسة، بالقرب من المناطق القطبيّة الأرضيَّة. فعلى سبيل المثال الجليدية القارية بجرينلاند وأنتاركتيكا، تدفن الجبال والهضاب، كما تخفي الملامح الأرضية تماماً، فيما عدا القمم الشاهقة. وتتحد هذه الجليدات عند المركز وتنحدر إلى الخارج في اتجاه البحر في جميع الاتجاهات.
الجليدية الواديَّة أجسام طويلة وضيقة من الجليد، تملأ وديان الجبال العالية. ويتحرك العديد منها، أسفل الوديان المنحدرة من أغوار مجوفة، على شكل زبدية واقعة بين القمم. وتتكون الجليدية الوادية، في جبال قرب خط الاستواء، مثل جبال شمال الأنديز بأمريكا الجنوبية، ولكن على ارتفاعات 4,500 م تقريبًا أو أكثر، كما تتشكل الجليدية الوادية، على ارتفاعات أقل بجبال الألب الأوروبية وبجبال الألب الجنوبية في نيوزيلندا، وفي بعض السلاسل الجبلية القريبة من القطبين.

## خصائص بيئة الجليدية
تتميز بيئة الجليدية بانخفاض درجة الحرارة فيها إلى المستوى الذي يحد من نمو النباتات، كما يوقف التنوع الحيواني، وتتكون رواسب الجليدية عادة من الرواسب الفتاتية، التي يتراوح حجمها بين الكتل الضخمة التي تصل لحجم المنزل وحجم حبيبات الطفل، ولذا يندر وجود أحياء بها .
وتتميز رواسب الجليدية بأنها رديئة الفرز، كما أنها تحتوي على خليط غير متجانس من الفتات الصخري المتكون سواء بواسطة المثلجة نفسها، أو بواسطة المجاري المائية الناشئة عن انصهار الجليد، ويطلق على كل هذه الرواسب مصطلح المنجرفات الثلجية glacial drift ، وأما المنجرفات المثلجية غير المفروزة، والتي ترسبت مباشرة بعد ذوبان الجليد، والتي تحتوي على خليط من مختلف أحجام الكسرات الصخرية فيطلق عليها اسم الحريث till ، وتمثل هذه النوعية من الرواسب جزء يسيرا جدا من التتابع الطبقي للأرض، باستثناء رواسب العصور الجليدية في عصر البليستوسين.

## أهمية رواسب الجليدية
تمدنا رواسب الجليدية بمعلومات مهمة عن ظروف المناخات الباردة القديمة، كما تستخدم بعض مظاهر التجوية لاستنتاج مسار انسياب كتل الجليد الضخمة، مثل وجود خطوط طولية ومتوازية تسمى الحزوز الجليدية glacial striations على السطح الخارجي لصخر الأساس الذي تتحرك فوقه المثلجة، ويشير إلى انزلاق جبل الجليد فوق المنحدر قبل ذوبانه الكلي، وينشأ عن ذوبان الجليد تراكم الفتات الصخري، الذي كانت تحمله المثلجة تحت المثلجة، أو على حوافها، ليتكون ما يعرف بـالركام الجليدي moraine ، ويحدد امتداده الأفقي الامتداد الأفقي للمثلجة .
هذا وقد سجلت حديثا رواسب الجليدية ضمن تتابعات العصر الكربوني في أقصى جنوب غرب مصر في هضبة الجلف الكبير، مما يشير إلى أن هذه المنطقة كانت جزءً من المنطقة القطبية، والتي كانت تغطي جزءً كبيرا من الصحراء الكبرى في ذلك الوقت.

## أطول المَثْلَجَات (الأنهار الجليدية) في العالم.[13]
| المثلج       | الطول  | العرض                  | المنطقة                                                     | البلد                      |
| ------------ | ------ | ---------------------- | ----------------------------------------------------------- | -------------------------- |
| لامبرت       | 402 كم | حتى 64 كم              | الإقليم القطبي الجنوبي                                      | أستراليا                   |
| بيترمان      | 200 كم |                        | شمالي جرينلاند                                              | جرينلاند                   |
| بيردمور      | 200 كم |                        | الإقليم القطبي الجنوبي النيوزيلندي                          | نيوزيلندا                  |
| هيسبار-بيافو | 120 كم | حتى 3.2 كم             | سلسلة جبال كاراكورام                                        | باكستان                    |
| هوبارد       | 114 كم |                        | جبال سانت الياس ألاسكا                                      | الولايات المتحدة الإمريكية |
| هومبولت      | 114 كم | حوالى 95 كم قرب نهايته | شمال غربي جرينلاند                                          | جرينلاند                   |
| كوتليتز      | 85 كم  | حوالى 13 كم قرب نهايته | سلسلة جبال رويال سوسايتي-الإقليم القطبي الجنوبي النيوزيلندي | نيوزيلندا                  |